# セントヘレンズ (オレゴン州)
セントヘレンズ（英: St. Helens）は、アメリカ合衆国オレゴン州の都市。コロンビア郡の郡庁所在地である。人口は1万3817人（2020年）。ニューイングランド出身のキャプテン・H・M・ナイトンが1945年に設立した「プリマス」を前身とする。名称がセントヘレンズとなったのは1850年の終わりの頃であり、63km離れた場所にあるセントヘレンズ山をよく眺望できる場所にちなんで名付けられた。

## 歴史
セントヘレンズは、コロンビア川の船着場として1840年に設立された。1853年、太平洋郵便蒸気船会社（パシフィック・メール社）は、セントヘレンズを同社の唯一の停留場にしようと試みたが、ポートランドの商人たちの反対運動に遭い頓挫した。この難局は、サンフランシスコの蒸気船「ペイトナ」の助力により打開することができた。
セントヘレンズの市制施行は1889年である。

## 地理
国道30号線が市内を貫いている。
アメリカ合衆国国勢調査局の発表によれば、市の総面積は14 km2（5.3 mi2）で、その内11 km2（4.3 mi2）が陸地、2.6 km2（1.0 mi2）が水地である（水地率18.27%）。

## 地区
コロンビアハイツ（Columbia Heights）は、かつてセントヘレンズの中心街から隔離された集落であった。

## 人口動態

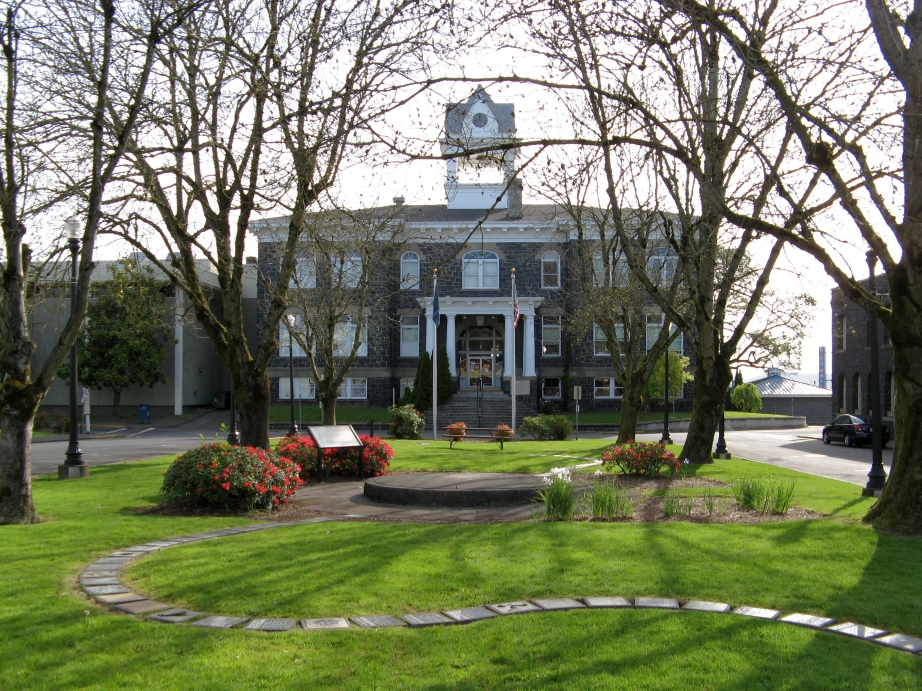
コロンビア郡庁舎（1906年）

2000年の国勢調査では、市の人口は10,019人で、3,722世帯、2,579家族が暮らしていた。人口密度は2,305.6/mi2（889.3/km2）だった。927.8/sq mi（357.9/km²）の平均密度に4,032軒の住宅が建っている。人種構成は、白人92.74%、アジア系0.63%、アフリカン・アメリカン0.34%、先住民1.68%、太平洋諸島系0.15%、その他の人種1.35%、および混血3.11%である。人口の4.05%はヒスパニックまたはラテン系だった。先祖構成はドイツ系21.5%、イングランド系10.9%、アイルランド系9.5%、アメリカ系9.3%である。
3,722世帯のうち、39.3%が18歳未満の子供と一緒に生活しており、51.5%は夫婦で生活している。12.6%は未婚の女性または寡婦が世帯主であり、30.7%は結婚していない。24.2%は1人以上の独身の居住者が住んでおり、7.9%は65歳以上で独身である。1世帯の平均人数は2.65人であり、結婚している家庭の場合は、3.12人である。

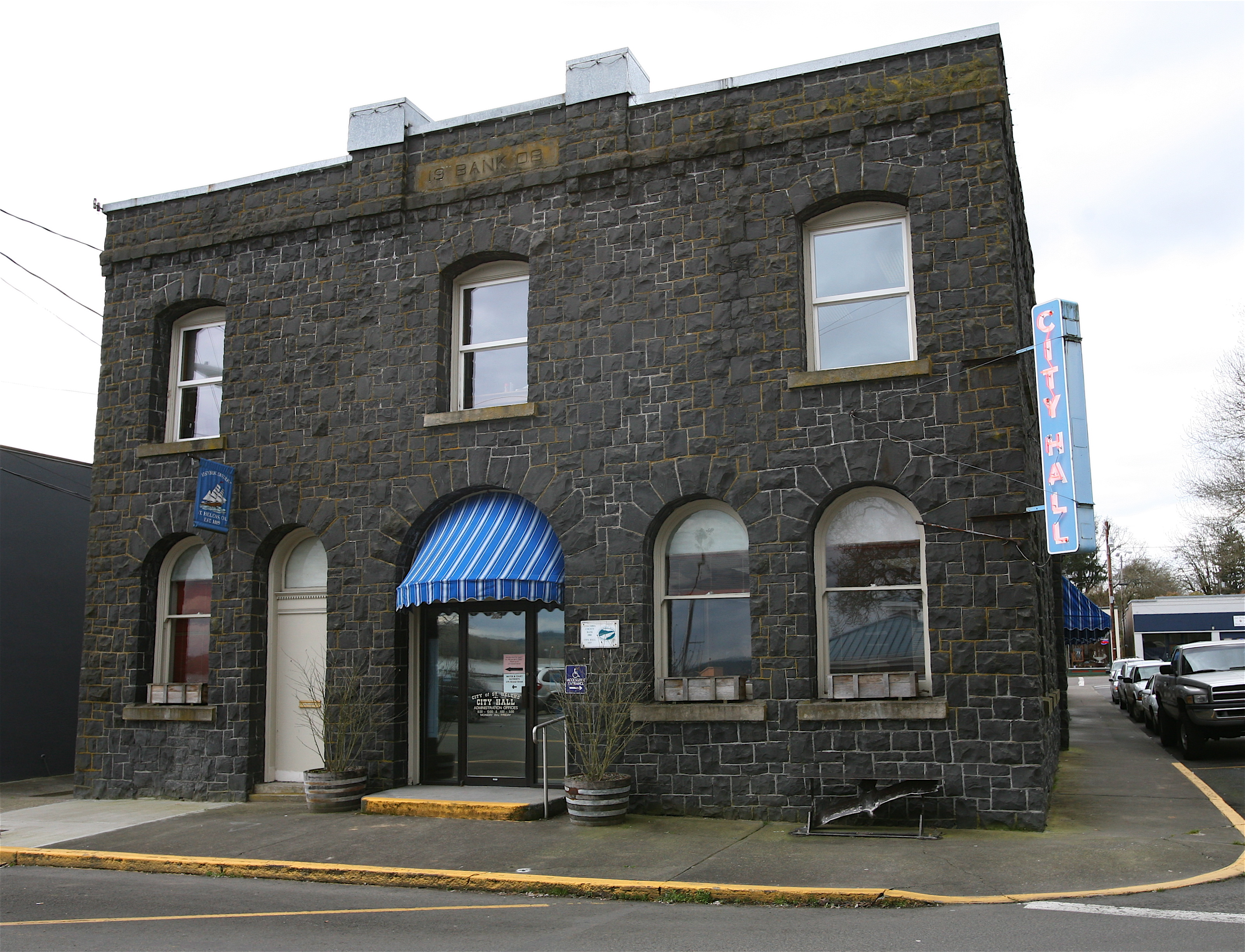
セントレヘンズ市庁舎

市内の住民は30.2%が18歳未満の未成年、18歳以上24歳以下が9.0%、25歳以上44歳以下が31.7%、45歳以上64歳以下が19.6%、および65歳以上が9.6%にわたっている。中央値年齢は32歳である。女性100人ごとに対して男性は98.9人である。18歳以上の女性100人ごとに対して男性は96.2人である。
この都市の世帯ごとの平均的な収入は40,648米ドルであり、家族ごとの平均的な収入は45,548米ドルである。男性は39,375米ドルに対して女性は26,725米ドルの平均的な収入がある。この地域の一人当たりの収入 (per capita income) は17,237米ドルである。人口の11.9%および家族の8.7%は貧困線以下である。全人口のうち18歳未満の16.5%および65歳以上の4.6%は貧困線以下の生活を送っている。

## 観光
セントヘレンズ市は、多くの映画のセットとして用いられてきた。著名な例として、『ハロウィーンタウン』、ステファニー・マイヤーの小説『トワイライト』がある。

## 教育
市内の公立学校は、セントヘレンズ公立学区が運営する。

## メディア
セントレヘンズの週刊紙に、1881年創刊の『ザ・クロニクル』がある。

## 著名人
- ホリー・マディソン：プレイボーイ・モデル、『ザ・ガールズ・ネクスト・ドアー』、『ホリーズ・ワールド』に出演。
- フランク・A・ムーア：オレゴン州最高裁判所長官
- ケイティー・サッコフ：女優
- クリス・ウェイクランド：野球選手

## 姉妹都市
- バウラル（Bowral）（オーストラリア・ニューサウスウェールズ州）[7]